# Allalmeia
Allalmeia   es un género extinto de un pequeño notoungulado de aproximadamente 3 kilos de masa corporal. Pertenecía a la familia Oldfieldthomasiidae del suborden Typotheria, el cual agrupa a los notoungulados más pequeños. Vivía en la provincia de Mendoza, Argentina durante el Eoceno temprano (Formación Divisadero Largo).

## Descripción

Reconstrucción del esqueleto de Allalmeia. Las partes coloreadas indican los huesos encontrados

Se conoce por un esqueleto parcial y varios cráneos hallados por los paleontólogos José Luis Minoprio y Carlos Rusconi durante la década de 1940. Era un animal digitígrado, con dentición braquiodonte y lofobunodonte, esto último quiere decir que tenía tanto crestas (lofodonte) como conos (bunodonte) en sus molares. Su locomoción era generalizada, es decir podía moverse con soltura por cualquier tipo de terreno, aunque quizás prefiriera los árboles de los densos bosques en los que vivía. Era un animal pentadáctilo, aunque con el primer dedo del pie reducido. A pesar de ser un ungulado, Allalmeia poseía garras en vez de pezuñas, como los mamíferos más antiguos.